# Limerlé
Limerlé (Lomescher ou Lammescher en luxembourgeois, en néerlandais Lomerslaer ou Lomerslaar, en allemand Lamerscher) est une section de la commune belge de Gouvy située en Région wallonne dans la province de Luxembourg.
C'était une commune à part entière avant la fusion des communes de 1977.

## Démographie
- Source: INS recensements population

## Histoire
En feuilletant l’histoire, Limerlé se présente avec une orthographe assez variée. C’est ainsi que nous trouvons: Nimerlé en 1403; Lymerlez (1438); Limurlé (1439); Lymerslar (1456); Lymerslaer (1497); Lymerlée (1585); Lemurlé (1599); Limeslé (1604-1716); Limerler (1731).
Archéologiquement parlant, on a trouvé à l'ouest de la localité des ruines romaines et des armes de fer. L’ancienne voie romaine traversait le territoire du sud-ouest au nord-est.
Un ancien château aurait existé en vers 1430 (« Le château de Limurlé »). Il a été remplacé par un autre en 1656.
Les seigneurs et la cour de Rouvroy avaient droit de basse et moyenne justice. Mais les seigneurs d'Houffalize s'y réservaient le droit de haute justice sur la seigneurie et la cour de Rouvroy.
La seigneurie de Steinbach et Limerlé avaient également droit de haute, moyenne et basse justice (la seigneurie d’Arras à Gouvy, avec droit de justice moyenne et basse seulement, mais qui pour la justice haute dépendait de la prévôté de Bastogne, et Rouvroy était une terre appartenant aux seigneurs de Houffalize.)
Ce droit de haute justice est attesté par la présence de gibets dans la région.
Sous le régime français, Limerlé fusionne avec Bellain, Rouvray et Steinbach.
En 1823, Limerlé englobe le hameau de Gouvy.
En 1977, la commune de Limerlé est intégrée dans la nouvelle commune qui prendra le nom du hameau de Gouvy en faisant partie.